# Narbolia
Narbolia – miejscowość i gmina we Włoszech, w regionie Sardynia, w prowincji Oristano.
Według danych na rok 2004 gminę zamieszkiwało 1727 osób, 43,2 os./km². Graniczy z Cuglieri, Riola Sardo, San Vero Milis i Seneghe.